# W・H・オーデン
ウィスタン・ヒュー・オーデン（Wystan Hugh Auden、 1907年2月21日 - 1973年9月29日）は、イギリス出身でアメリカ合衆国に移住した詩人。20世紀最大の詩人の一人とみなされている。

## 生涯

### 幼年期
ウィスタン・ヒュー・オーデンは、1907年2月21日にイングランドのヨークで生まれた。父親のジョージ・オーガスタス・オーデン（1872年-1957年）は医師、母親のコンスタンス・ロザリー・オーデン（Constance Rosalie Auden, née Bicknell; 1869–1941）は海外の英国植民地に派遣されて働くための訓練を受けた看護婦である。ただし、母コンスタンスは実際には海外赴任の経験をすることなく生涯を終えた。ウィスタンは3人兄弟の末っ子であり、次は地理学者のジョン・ビックネル・オーデンである。
ウィスタン（Wystan）という名前は、9世紀マーシア王国の王族、聖ウィスタンにちなむ。ダービーシャーのレプトン教区教会には聖ウィスタンの墓があり、聖ウィスタン信仰が根付いていた。詩人の父親ジョージはレプトン校の出身者であった。
オーデンの育った家庭は、イングランド国教会の中でも、教義や典礼の面で最もカトリック教会に近い、「ハイ・チャーチ」や「アングロ＝カトリシズム」と呼ばれる聖公会の一派に属していた。オーデンの父方と母方の祖父は、2人ともイングランド国教会の聖職者であった。幼年期のオーデンは教会での奉仕活動によく参加した。大人になってから、オーデンは、教会における奉仕活動の経験が現在の自分の音楽や言葉への偏愛に影響を与えたところがあるだろうと回想した。
また、オーデンは自身がアイスランド系の末裔であると信じ、生涯を通じてアイスランドの伝説や北欧神話への関心が作品に影響を与えることとなる。一方で、公衆衛生学の講師だった父の蔵書を通して、オーデンは精神分析学に関心を持つようになる。

### 教育
最初に入学した寄宿学校は、サリーにある聖エドマンド校だった。3学年上にはのちにオーデンに文学上の助言を多く与えることになるクリストファー・イシャウッドがいた。13歳からノーフォークのグレシャム校に通う。ここで友人に詩を作るかどうか尋ねられたことがきっかけでオーデンは詩作への適性を自覚する。1922年のことだった。また、この直後から自分が信仰を失ったことに気付く。これは価値観の決定的な変化というよりも宗教への関心の喪失が、自分でもだんだんはっきりと分かるようになったというものだった。1923年、自作の詩が校内雑誌に載り、初めてオーデンの詩が活字化される。1922年にシェークスピア劇の学校制作として「じゃじゃ馬ならし」のカタリーナを演じ、最終学年の年である1925年には「テンペスト」のキャリバンを演じた。
1925年に生物学の奨学金でオックスフォード大学のクライスト・チャーチに入ったが、2年次に英語専攻に切り替えた。1928年にクライスト・チャーチを去るまで数多くの友人とめぐり合うが、とりわけセシル・デイ＝ルイス、ルイス・マクニース、スティーブン・スペンダーらとの交流は、1930年代における「オーデングループ」の発言へと繋がっていく。また、1925年に友人を介してクリストファー・イシャウッドを紹介され、交流が始まる。オーデンがイシャウッドに自作の詩を送り、イシャウッドが批評を返すというかたちで、イシャウッドは多くの助言をオーデンに与えた。

### 1928年-1938年
1928年の秋にオーデンは9ヶ月間イギリスを離れ、ヴァイマル共和政時代のベルリンに滞在した。当時のベルリンは同性愛に対する抑圧がロンドンに比べるとまだましだったので、これにはイギリス社会での抑圧に対抗という意味合いもあった。そこで彼の中心主題のうちの1つになった、政治的および経済的な不安を最初に経験することになった。
オーデンは、1935年にトーマス・マンの長女エリカとラヴェンダー・マリッジをした。この名目上の結婚は、エリカにイギリスの市民権を得させることによって、アメリカへの亡命を可能にすることを目的としていた。オーデンは1936年に詩作品「この島で」を制作し、エリカに献呈した。
イシャウッドとオーデンは、日中戦争中の1938年に中国大陸に渡り、中華民国軍支配地域を訪問した。1930年代にはマルクス主義を捨ててキリスト教に戻った。

### 1939年-1973年
1939年にアメリカ合衆国に移住し、1946年に国籍を取得した。1968年のノーベル文学賞の選考においては、最終候補の一人に入っていたことが、2019年1月にスウェーデン・アカデミーの公開した選考資料より明らかになっている。
1973年にオーストリアのウィーンで死去した。
オーデンがナチス・ドイツのポーランド侵攻及び第二次世界大戦の勃発に際して書いた詩「1939年9月1日」は、2001年9月のアメリカ同時多発テロ直後、時代と社会の実相、人々の置かれたありようを深いところで表す詩としてアメリカを中心に改めて注目され広く読まれた。

## 主な日本語訳書
- 深瀬基寛訳『オーデン詩集』筑摩書房、1955年　（「短詩集」の翻訳、1973年、せりか書房から復刊）
- 沢崎順之助訳『怒れる海 ロマン主義の海のイメージ』南雲堂 1962年
- 中桐雅夫訳『世界詩人全集19 オーデン詩集』 新潮社 1969年
- 中桐雅夫訳『第二の世界』晶文社〈晶文選書〉1970年
- 中桐雅夫訳『染物屋の手』晶文社 1973年
- 『筑摩世界文学大系 71 イェイツ エリオット オーデン』工藤昭雄等訳 筑摩書房 1975年
- 風呂本武敏訳『演説者たち』国文社、1977年
- 中桐雅夫訳『オーデン わが読書』晶文社、1978年
- 安田章一郎、風呂本武敏、櫻井正一郎編著『オーデン名詩評釈 原詩と注・訳・評釈』大阪教育図書 1981年
- 風呂本武敏訳『新年の手紙　詩集』国文社、1981年
- 山田良成訳『シェイクスピアの都市』荒竹出版 1984年 シェイクスピア論シリーズ
- 風呂本武敏、櫻井正一郎訳『しばしの間は 詩集』国文社、1986年
- 『不安の時代　バロック風田園詩』　国文社　1993年。大橋勇、木村博雄、森米二、原千賀子、米本義孝、平林裕子、大橋佳代訳
- 中桐雅夫訳 『オーデン詩集』小沢書店〈双書20世紀の詩人〉 1993年。福間健二編
- 沢崎順之助編訳『W・H・オーデン詩集』思潮社〈海外詩文庫〉1993年
- 岩崎宗治訳『もうひとつの時代 詩集』国文社 1997年。水声社 2025年
- 太田雅孝訳『アキレスの盾 詩集』水声社 2025年

## 伝記
- リチャード・ホガート『オーデン序説』岡崎康一訳、晶文社、1974年
- 橋口稔『詩人オーデン』平凡社、1996年

## 引用された作品
- フォー・ウェディング（イギリス映画、1994年）- ゲイの友人を亡くした男性が弔辞として「葬儀のブルース」 (Funeral Blues) を朗読